# قيود السفر بسبب جائحة فيروس كورونا
نتيجة لجائحة فيروس كورونا 2019–20، فرضت بلدان ومناطق كثيرة الحجر الصحي و/أو حظر دخول المواطنين أو زائري المناطق الأكثر تضررا من الجائحة.
وإلى جانب انخفاض الرغبة في السفر، تساهم القيود في إحداث أثر إقتصادي سلبي لقطاع السفر بالنسبة للبلدان المعنية، مما يسهم في إحداث أثر إجتماعي - إقتصادي سلبي لجائحة فيروس كورونا 2019–20 في تلك المناطق. ومن الممكن أن نشهد تأثيرا بعيد الأمد محتملا في انحدار السفر لأغراض الأعمال وعقد المؤتمرات الدولية وارتفاع معدلات ما يعادلها من خدمات افتراضية.

## البلدان التي تطبق حظرا عالميا على السفر
- أستراليا: وقد أعلنت الحكومة الأسترالية أن أي شخص – بغض النظر عن وضع المواطنة أو الإقامة – سيضطر إلى السفر إلى أستراليا من أي وجهة دولية أن يخضع لحجر صحي إجباري لمدة 14 يوما، بدءا من تاريخ وصوله. كما تحظر هذه اللوائح، التى بدأ سريانها في 16 مارس 2020، السفن السياحية من الرسو في أي ميناء أسترالي.[1]
- برمودا: اعتبارا من 17 مارس 2020، سيُطلب من جميع الأشخاص الذين يصلون إلى برمودا الحجر الذاتي لمدة 14 يوما، ويتوقع منهم أن يقوموا بذلك رهنا برصد الصحة العامة.[2]
- قبرص: وقد أعلنت الحكومة القبرصية ان مواطنيها فقط بالاضافة إلى الاوروبيين الاخرين الذين يعملون في الجزيرة والذين يحملون تصاريح خاصة سوف يسمح لهم بدخول البلاد لمدة 15 يوما اعتبارا من 15 مارس.[3]
- كولومبيا: اعتبارا من 16 مارس، ستفرض كولومبيا قيودا على دخول جميع الركاب غير المقيمين أو المواطنين. وسيطلب من المواطنين الكولومبيين والمقيمين الاجانب الذين سيصلون من 16 مارس إجراء فترة إجبارية من العزلة الذاتية تستمر 14 يوما.[4]
- جمهورية التشيك: أغلقت جزئيا حدودها في 14 مارس. سوف تغلق حدودها في 16 مارس لكل غير المقيمين.[5]
- الدنمارك: أقفلت حدودها في 14 مارس أمام جميع غير المواطنين.[6] ويشمل ذلك حظر عبور الحدود لكافة السياحة، بيد انه يعفي المسافرين "بهدف موثوق" مثل غير المواطنين الدنماركيين.[6]
- السلفادور: في 11 مارس، أعلن رئيس السلفادور عن أمر تنفيذي يمنع دخول الأجانب.[7] وستمنع المديرية العامة للهجرة جميع الأجانب من الدخول، باستثناء الدبلوماسيين المعتمدين والمقيمين القانونيين في السلفادور.[7]
- إستونيا: اعتبارا من 17 مارس 2020، لن يسمح للمسافرين الاجانب بدخول أستونيا. وسيبقى الحق في الدخول بالنسبة للمواطنين ولمن لهم حق الإقامة، فضلا عن المواطنين الأجانب الذين يعيش أقرب أقربائهم في إستونيا. يسمح بالعبور للأجانب الذين لا تظهر عليهم علامات الإصابة بفيروس كورونا. وسيتم وضع حجر صحي إجبارى لمدة أسبوعين لكل من يدخل البلاد.[8]
- غانا: اعتبارا من 17 مارس 2020، ستمنع غانا أي شخص كان قد سافر إلى بلد له أكثر من 200 حالة في الأيام ال14 السابقة، ما لم يكن مقيما رسميا أو مواطنا غانيا. وسيطلب من المواطنين وحاملي تصاريح الإقامة أن يعزلوا أنفسهم لمدة 14 يوما عند وصولهم.[9]
- الهند: اعتبارا من 13 مارس 2020، تم تعليق جميع التأشيرات السياحية وجنسية ما وراء البحار في الهند حتى 15 أبريل على الأقل، بينما يمكن لحاملي هذه التأشيرات الذين كانوا موجودين بالفعل في البلاد البقاء. كما شددت/أغلقت حدودها مع البلدان المجاورة.[10] وفرضت الهند أيضا الحجر الصحي الذى يستمر 14 يوما للمواطنين العائدين من سبع دول هي: الصين وفرنسا والمانيا وايران وايطاليا وكوريا الجنوبية واسبانيا.[11]
- إسرائيل: اعتبارا من 12 مارس 2020، يمنع المسافرون الأجانب من أي بلد من الدخول، ما لم تمنح وزارة الخارجية تصريحا محددا، ويمكن للشخص أن يثبت قدرته على البقاء في عزلة الوطن لمدة 14 يوما. ويتعين على المواطنين الإسرائيليين والمقيمين على الدوام الدخول في عزلة منزلية لمدة 14 يوما.[12]
- الأردن: اعتبارا من 17 مارس 2020 سيوقف الأردن جميع رحلات الركاب القادمة والصادرة إلى البلاد.[13]
- كينيا: اعتبارا من 17 مارس 2020، أوقفت كينيا دخول الأجانب من البلدان التي أكدت إصابتهم بفيروس كورونا. ولن يسمح بدخول سوى المواطنين الكينيين، وأى أجانب يحملون تصاريح إقامة صالحة شريطة ان يمضوا قدما في الحجر الصحى الذاتى أو إلى منشأة الحجر الصحى المعينة من قبل الحكومة.[14]
- لاتفيا: اعتبارا من 17 مارس 2020 سيتم إلغاء جميع الرحلات الدولية، عن طريق الجو والسكك الحديدية والبحر والطرق. سيتمكن اللاتفيون والأجانب الذين لهم حقوق إقامة في لاتفيا من دخول البلاد.[15]
- ليتوانيا: إغلاق الحدود بالنسبة للأجانب، باستثناء أولئك الذين لديهم تصاريح إقامة، اعتبارا من الساعة 00:00 (ت ع م+02:00) في 16 مارس 2020.
- مولدوفا: اغلاق مجالها الجوي والحدود الارضيه لجميع الاجانب باستثناء الدبلوماسيين والمقيمين الدائمين، اعتبارا من 00:00 (ت ع م+02:00) 17 مارس 2020.[16]
- نيوزيلندا: ابتداء من 15 مارس، يتعين على أي شخص يسافر إلى نيوزيلندا من الخارج، بمن فيهم مواطنو نيوزيلندا، أن يعزل نفسه لمدة 14 يوما بعد دخوله البلد، باستثناء المسافرين من جزر المحيط الهادئ ما لم تظهر عليهم أعراض. تم حظر دخول جميع السفن السياحية إلى نيوزيلندا حتى 30 يونيو.[17]
- كوريا الشمالية: وقد أغلقت حدودها في 21 يناير أمام جميع السياح الدوليين، وهي إحدى الدول الأولى التي قامت بذلك. ويشكل الزوار الصينيون غالبية السياح الاجانب إلى كوريا الشمالية.[18] كما تم تشديد/إغلاق الحدود مع البر الصيني.[19]
- النرويج: اعتبارا من 16 مارس 2020، أغلقت المطارات مؤقتا. سيتم رفض الأجانب، وسيتم منح إعفاءات للنرويجيين العائدين من الخارج وكذلك للبضائع.[20]
- عمان: التأشيرات السياحية معلقة لجميع الزوار، اعتبارا من 15 مارس، لمدة شهر.[21]
- فلسطين: حظر السياحة في الضفة الغربية من 5 مارس 2020 لمدة 14 يوما.[22]
- بولندا: اعتبارا من 15 مارس 2020، ولمدة 10 أيام. حظر دخول جميع الاجانب فيما عدا من يمتلكون تصاريح الاقامه أو العمل و14 يوما الحجر الصحي علي مواطنيها العائدين إلى ديارهم.[23][24]
- السعودية: علقت جميع الرحلات الجوية الدولية، باستثناء حالات أستثنائية، لمدة أسبوعين اعتبارا من 15 مارس 2020.
- سلوفاكيا: أغلقت حدودها أمام كل غير المقيمين.[25] اغلاق المطارات الدوليه ومطالبة جميع السكان العائدين من الخارج بالحجر الصحي.[25] ويمكن تغريم المخالفين حتى 1،659 يورو.[26]
- سورينام: اقفلت حدودها لجميع الأشخاص والرحلات الجوية ابتداء من 14 مارس.[27]
- أوكرانيا: ابتداء من 15 مارس، أغلقت أوكرانيا حدودها مع الاجانب لمدة أسبوعين. وسوف يطلب من المواطنين الأوكرانيين العائدين الخضوع لإجراءات المراقبة الصحية.[28]
- الإمارات العربية المتحدة: وقد علقت الإمارات العربية المتحدة إصدار جميع التأشيرات للأجانب باستثناء حاملي جوازات السفر الدبلوماسية اعتبارا من 17 مارس. ولا يسري القرار على من حصل على التأشيرة قبل التاريخ المذكور.[29]

## القيود المفروضة على المواطنين والمسافرين حديثا حسب البلد

### الصين

#### منع الدخول
فرضت الدول التالية حظرا على دخول المواطنين الصينيين و/أو الزائرين مؤخرا للصين:
- معظم منطقة شنغن
- أستراليا
- الهند
- العراق
- إندونيسيا
- اليابان
- كازاخستان
- الكويت
- ماليزيا
- المالديف
- ولايات ميكرونيسيا المتحدة
- منغوليا
- نيوزيلندا
- الفلبين
- روسيا
- سنغافورة
- سريلانكا
- تايوان
- ترينيداد وتوباغو
- تركيا
- الولايات المتحدة
- فيتنام
- ساموا
- جمهورية التشيك
- إيطاليا
- هولندا

#### قيود أخرى
- هونغ كونغ
- منغوليا
- نيبال
- روسيا
- فيتنام
- الولايات المتحدة
- الهند
- أرمينيا

#### إلغاء الرحلات الجوية
الخطوط الجوية التي الغت جميع رحلاتها إلى بر الصين:
- طيران كندا[30]
- الخطوط الجوية البريطانية[31][32][33]
- لوفتهانزا[31][32][33]
- ليون إير[31][32][33]
- Air Seoul[31][32][33]
- الخطوط الجوية القطرية: توقفت الرحلات الجوية إلى بر الصين الرئيسي من 3 فبراير حتى اشعار آخر بسبب التحديات التشغيلية الهامة الناجمة عن قيود الدخول التى فرضتها عدة دول.[34] وتعتبر الخطوط الجوية القطرية أول شركة طيران في الشرق الأوسط تقوم بذلك. وسيجرى إستعراض مستمر للعمليات أسبوعيا، مع اعتزام إعادة تشغيل الرحلات الجوية بمجرد رفع القيود.[34]
- مصر للطيران: أعلن في 30 يناير 2020 تعليق الرحلات بين مصر وهانغتشو بدءا من 1 فبراير 2020، في حين سيتم تعليق الرحلات إلى بكين وقوانغتشو اعتبارا من 4 فبراير 2020 وحتى إشعار آخر.[35]

### أوروبا
- هونغ كونغ: يجب عزل الوافدين من منطقة شنغن لمدة 14 يوما بدءا من 17 مارس.[36]
- إسرائيل: في البداية، منع مواطنو أو زوار ألمانيا وفرنسا وإسبانيا وسويسرا والنمسا وأندورا وسان مارينو إلا إذا كان لديهم دليل على أن لديهم مكانا للحجر الذاتي لمدة 14 يوما.[37] وفي 9 مارس أقامت إسرائيل حجر صحي شامل لمدة 14 يوما على جميع الزوار والمواطنين العائدين.[38]
- سنغافورة: لا يسمح للزائرين القادمين من ألمانيا وفرنسا واسبانيا وايطاليا بدخول سنغافورة أو عبورها وابتداء من 16 مارس عام 2020 الساعة 11:59 مساء سوف يمتد إلى جميع دول الآسيان والمملكة المتحدة وسويسرا. يجب عزل المواطنين لمدة 14 يوما.[39][40]
- تركيا: لا يسمح لرعايا إسبانيا وبلجيكا والدنمارك وفرنسا والنمسا وهولندا والنرويج والسويد بدخول تركيا. ولا يسمح للركاب الذين عبروا أو كانوا في النمسا وبلجيكا والدنمارك وفرنسا والمانيا وهولندا والنرويج واسبانيا والسويد في الايام ال14 الماضية بالعبور أو الدخول إلى تركيا. كما أوقفت الرحلات القادمة من هذه الدول اعتبارا من 14 مارس 2020. ولا ينطبق هذا القيد على مواطني تركيا والمقيمين في تركيا.[41]
- الولايات المتحدة: تعليق السفر الوارد من منطقة شنغن في أوروبا، لمدة 30 يوما، ابتداء من الساعة 23:59 بتوقيت شرق الولايات المتحدة في 13 مارس.[42] وينص الإعلان الرسمي على أن هذا التقييد لا ينطبق إلا على الأجانب المسافرين إلى الولايات المتحدة إذا كانوا قد ذهبوا إلى بلد داخل منطقة شينغن في الأيام ال 14 الماضية. ولا ينطبق هذا الحظر على سبيل المثال على المقيمين بصفة قانونية وأغلب أفراد عائلات المواطنين الأمريكيين المباشرين.[42] كما أن البضائع والبضائع التجارية لا تتأثر.[43][44] وفي 14 مارس، مددت إدارة ترامب الحظر ليشمل المملكة المتحدة وأيرلندا.[45]
- فيتنام: علقت هذه الاعفاء من التأشيرة لمواطني كل من إسبانيا وألمانيا والدانمرك والسويد وفرنسا وفنلندا والنرويج والمملكة المتحدة اعتبارا من 12 مارس 2020[46] ولإيطاليا اعتبارا من 3 مارس.[47] كما صدرت تعليمات للسفارات ووكالات السفر بعدم اصدار تأشيرات دورية لمواطني الدول السابقة في الوقت الحالي. واعلنت فيتنام انه اعتبارا من الساعة 12:00 (بالتوقيت العالمي +07:00) في 15 مارس 2020 سيتم رفض دخول جميع الرعايا الاجانب إلى فيتنام إذا كانوا في الايام ال14 السابقة في المملكة المتحدة أو أي بلد في شنغن حتى في مرحلة العبور. سيتم تطبيق هذا القيد لمدة 30 يوما.[48][49]